# Luxusnyomor
A Luxusnyomor a Leander Kills harmadik stúdióalbuma, amely 2019. február 22-én jelent meg. Megjelenésekor az album vezette a Mahasz Top 40 lemezeladási listát, később pedig aranylemez státuszt ért el.

## Az album dalai
| 1.    | Luxusnyomor             | 3:41 |
| 2.    | Kell a háború           | 3:45 |
| 3.    | Képtükör                | 4:19 |
| 4.    | Aranymetszet            | 3:12 |
| 5.    | A Ti dalotok            | 3:55 |
| 6.    | Fraktálok               | 4:04 |
| 7.    | Sötét én                | 3:36 |
| 8.    | Úgy sírsz értem         | 3:53 |
| 9.    | Hazavágyom              | 3:52 |
| 10.   | Hull az elsárgult levél | 3:38 |
| 37:55 |                         |      |

## Közreműködők
- Köteles Leander – ének, gitár, basszusgitár, zongora
- Czifra Miklós – gitár
- Vermes András – gitár
- Jankai Valentin – dobok